# Идаятзаде, Исмаил Гусейн оглы
Исмаил Гусейн оглы Идаятзаде (азерб. İsmayıl Hüseyn oğlu Hidayətzadə; 19 августа [1 сентября] 1901, Баку, — 11 ноября 1951, там же) — азербайджанский советский актёр, режиссёр, народный артист Азербайджанской ССР (1938). Депутат Верховного Совета Азербайджанской ССР 1-го созыва. Награждён двумя орденами.

## Биография
Родился 19 августа [1 сентября] 1901 года в Баку.
Сценическую деятельность начал в 1917 году, а в 1934 году начал свою режиссёрскую деятельность. Играл в Азербайджанском государственном театре города Баку.
С 1938 года является главным режиссёром Азербайджанского театра оперы и балета имени Мирзы Фатали Ахундова.
Работы Идаятзаде над сценическими произведениями азербайджанских композиторов своего времени во многом определили развитие национального музыкального театра. Режиссёрские решения Идаятзаде отличались реалистичной направленностью, яркой театральностью, филигранной отточенностью сценических образов, логикой внутреннего развития. Отмеченные неповторимым своеобразием сценические образы и монументальные, театральные спектакли Идаятзаде являются значительным этапом в развитии национального актёрского искусства и режиссуры.

## Роли

### В театре
- Абдул Али бек («Севиль» Джаббарлы)
- Шариф («Алмас» Джаббарлы)
- Саламов («В 1905 году» Джаббарлы)
- Гаджи Кара («Гаджи Кара» Ахундова)
- Шмага («Без вины виноватые» Островского)
- Швандя («Любовь Яровая» Тренева)

### В кино
- 1923 — Легенда о Девичьей Башне — возлюбленный Гюльнар
- 1925 — Во имя Бога
- 1935 — Шестое чувство
- 1936 — Алмас — Шариф, председатель сельсовета

## Постановки

Мемориальная доска на стене дома в Баку, в котором жил Исмаил Идаятзаде

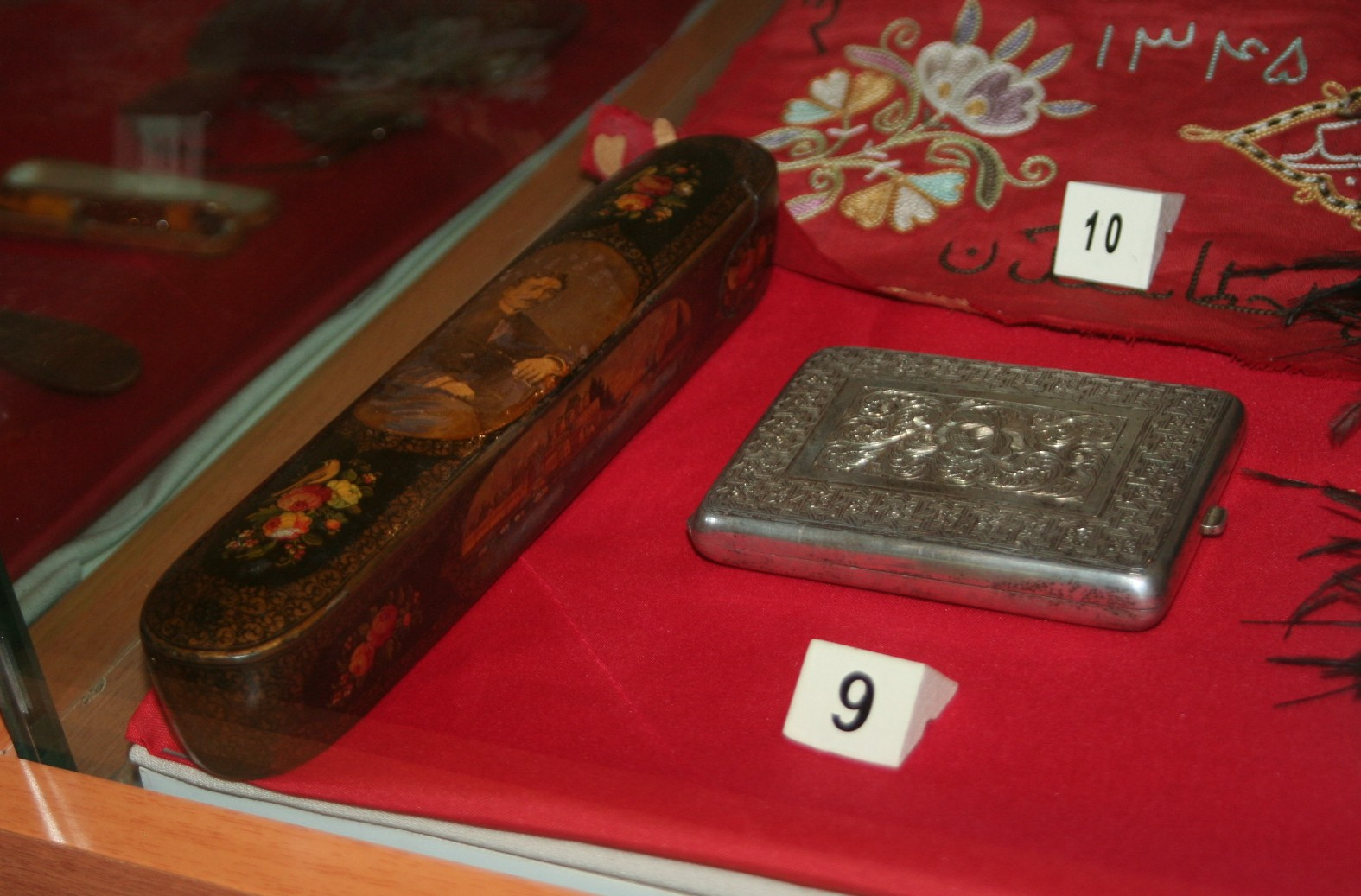
Портсигар и пенал для ручки Идаятзаде. Музей истории Азербайджана, Баку

### В Азербайджанском государственном театре
- «Сиявуш» Джавида (1934)
- «Шах-наме» Джанана (1936)
- «В 1905 году» Джаббарлы (1937)
- «Невеста огня» Джаббарлы (1939)
- «Гачах Наби» Рустама (1940)

### В Азербайджанском театре оперы и балета
- «Кёроглы» Гаджибекова (1937)
- «Аршин мал алан» Гаджибекова (1938)
- «Девичья башня» Бадалбейли (1940)
- «Низами» Бадалбейли (1948)
- «Ануш» Тиграняна (1941)
- «Хосров и Ширин» Ниязи (1942)
- «Вэтэн» («Родина») Караева (1945)
- «Кармен» Бизе (1946)

## Награды
- Народный артист Азербайджанской ССР (1938)
- Заслуженный артист Азербайджанской ССР (1933)
- Орден Трудового Красного Знамени (17.04.1938) — за выдающиеся заслуги в деле развития азербайджанского оперного искусства, азербайджанской музыки, песни и танцев[3]
- Орден Знак Почёта